# 6Y busz (Szolnok)
A szolnoki 6Y jelzésű autóbusz egy helyi betétjárat, ami a Vasútállomás és a Holt-Tiszapart között közlekedik, melyből egy-két indítás érinti az Auchan és Aldi áruházokat. A viszonylatot a Volánbusz üzemelteti.

## Megállóhelyei
Átszállási kapcsolatok teljes listája kizárólag a végállomásoknál feltüntetve.
| 6Y (Vasútállomás ◄► (Auchan, Aldi ►) Holt-Tiszapart)                           | 6Y (Vasútállomás ◄► (Auchan, Aldi ►) Holt-Tiszapart) | 6Y (Vasútállomás ◄► (Auchan, Aldi ►) Holt-Tiszapart) | 6Y (Vasútállomás ◄► (Auchan, Aldi ►) Holt-Tiszapart) | 6Y (Vasútállomás ◄► (Auchan, Aldi ►) Holt-Tiszapart) | 6Y (Vasútállomás ◄► (Auchan, Aldi ►) Holt-Tiszapart) | 6Y (Vasútállomás ◄► (Auchan, Aldi ►) Holt-Tiszapart) | 6Y (Vasútállomás ◄► (Auchan, Aldi ►) Holt-Tiszapart) |
| Sorszám (↓)                                                                    | Megállóhely                                          | Perc (↓)                                             | Perc (↓)                                             | Kilométer (↓)                                        | Kilométer (↓)                                        | Átszállási kapcsolatok |                                                      |
| ------------------------------------------------------------------------------ | ---------------------------------------------------- | ---------------------------------------------------- | ---------------------------------------------------- | ---------------------------------------------------- | ---------------------------------------------------- | --- | ---------------------------------------------------- |
| 0                                                                              | Vasútállomás végállomás                              | 0                                                    | 0                                                    | 0.0 km                                               | 0.0 km                                               | 6, 7, 8, 15, 15Y, 20, 20A, 21, 21A, 22, 22A, 23, 23A, 23E, 24, 24A, 25, 25A, 34A 537, 4605, 4606, 4610, 4611, 4612, 4613, 4620, 4621, 4622 S50 , G50 , Z50 , S60 , G60 , Z60 , S220 , S820 , 86. sz., 100. sz., 120. sz., 130. sz. (Szolnok vá.) |                                                      |
| 1                                                                              | Jólét ABC                                            | 1                                                    | 2                                                    | 0.5 km                                               | 0.5 km                                               | 2Y, 6, 7, 8, 11, 15Y, 20, 20A, 37, 41 |                                                      |
| 2                                                                              | Petőfi Sándor út (↓) Móricz Zsigmond utca (↑)        | 2                                                    | 4                                                    | 1.1 km                                               | 1.1 km                                               | 2, 2Y, 6, 7, 8, 11, 15Y, 20, 20A, 34B, 37, 41 |                                                      |
| 3                                                                              | Szapáry út                                           | 3                                                    | 6                                                    | 1.4 km                                               | 1.4 km                                               | 2, 2Y, 6, 7, 6, 11, 11Y, 15Y, 20, 20A, 34B, 37, 41 |                                                      |
| 4                                                                              | Szabadság tér                                        | 5                                                    | 8                                                    | 1.9 km                                               | 1.9 km                                               | 2, 2Y, 6, 7, 8, 15Y, 20, 20A, 34B, 37 |                                                      |
| 5                                                                              | Tiszaliget                                           | 7                                                    | 10                                                   | 2.7 km                                               | 2.7 km                                               | 6, 7, 8, 34B, 37, 41 |                                                      |
| Hétköznap 3, szombaton 1, vasárnap 2 indítás érinti csak a Vasútállomás felől. |                                                      |                                                      |                                                      |                                                      |                                                      | |                                                      |
| 6                                                                              | Auchan                                               | ∫                                                    | 12                                                   | ∫                                                    | 3.9 km                                               | 6, 20, 20A |                                                      |
| Hétköznap 2, vasárnap 1 indítás érinti csak a Vasútállomás felől.              |                                                      |                                                      |                                                      |                                                      |                                                      | |                                                      |
| 7                                                                              | Aldi                                                 | ∫                                                    | 15                                                   | ∫                                                    | 4.7 km                                               | 6, 20, 20A |                                                      |
| 8                                                                              | Kertváros (Gagarin utca)                             | 9                                                    | 17                                                   | 3.4 km                                               | 6.0 km                                               | 6 |                                                      |
| 9                                                                              | Zsilip őrház                                         | 10                                                   | 18                                                   | 4.0 km                                               | 6.6 km                                               | 6 |                                                      |
| 10                                                                             | Evezős csárda                                        | 11                                                   | 19                                                   | 4.5 km                                               | 7.1 km                                               | 6 |                                                      |
| 11                                                                             | Kertészet                                            | 12                                                   | 20                                                   | 4.9 km                                               | 7.5 km                                               | 6 |                                                      |
| 12                                                                             | Talajvédelmi Szolgálat                               | 13                                                   | 21                                                   | 5.2 km                                               | 7.8 km                                               | 6 |                                                      |
| 13                                                                             | Éva utca                                             | 14                                                   | 22                                                   | 5.6 km                                               | 8.2 km                                               | 6 |                                                      |
| 14                                                                             | Búvár utca                                           | 16                                                   | 24                                                   | 7.0 km                                               | 9.6 km                                               | 6 |                                                      |
| 15                                                                             | Vadrózsa utca                                        | 17                                                   | 25                                                   | 7.6 km                                               | 10.2 km                                              | 6 |                                                      |
| Csak a Holt-Tiszapart felé tartók érintik.                                     |                                                      |                                                      |                                                      |                                                      |                                                      | |                                                      |
| 16                                                                             | Jávorfa utca                                         | 18                                                   | 26                                                   | 7.9 km                                               | 10.5 km                                              | 6 |                                                      |
| 17                                                                             | Holt-Tiszapart végállomás                            | 19                                                   | 27                                                   | 8.6 km                                               | 11.2 km                                              | 6 |                                                      |